# Georg Duperron
Georg Victor Wilhelm Duperron (in russo Георгий Александрович Дюперрон?, Georgij Aleksandrovič Djuperron; San Pietroburgo, 24 settembre 1887 – Leningrado, 23 luglio 1934) è stato un allenatore di calcio, giornalista e arbitro di calcio russo.

## Biografia
Era figlio di Alexandre Duperron un commerciante tedesco, d'origine francese, che si stabilì in Russia all'inizio del XIX secolo, in seguito divenne cittadino onorario di San Pietroburgo.
È stato uno dei pionieri del movimento calcistico russo e uno dei fondatori del Comitato Olimpico russo.

## Carriera
Insieme a Robert Ful'da ha guidato la Nazionale russa ai Giochi olimpici del 1912.